# Sparganothis tessellata
Sparganothis tessellata es una especie de polilla del género Sparganothis, categorizada en la tribu Sparganothini, de la subfamilia Tortricinae.
Fue descrita por Powell & Brown en 2012 y publicada en The Moths of North America 8.1: 58.

## Distribución
Se distribuye por América del Norte: Estados Unidos, en el estado de Alabama, en Baldwin Co., Bon Secur National Wildlife Refuge.